# Shenkeng

Situation du district dans Nouveau Taipei.

Shenkeng (chinois traditionnel : 深坑區 ; pinyin : Shēnkēng Qū) est un district de la ville de Nouveau Taipei, à Taïwan.

## Géographie
- Superficie : 20,58 km2
- Population : 23 382 habitants (avril 2011)